# Los médicos
Los médicos es una película de Argentina filmada en Eastmancolor dirigida por Fernando Ayala según su propio guion escrito en colaboración con Gius y Héctor Olivera que se estrenó el 23 de marzo de 1978 y que tuvo como actores principales a Claudio García Satur, Marta González, Carlos Estrada y Miguel Ángel Solá.

## Sinopsis
El jefe de cirugía de un hospital, en medio de una crisis matrimonial, se enamora de su secretaria.

## Reparto
- Claudio García Satur ... Dr. Luis Daies
- Marta González ... Dra Felisa
- Carlos Estrada ... Dr. Víctor Valcelli
- Miguel Ángel Solá ... Dr. Ricardo Valles
- Arturo García Buhr ... Dr. Valcelli padre
- Iris Marga ... Marta Coelho
- Sandra Mihanovich ... Estela Durán
- Ignacio Quirós ... Dr. Gervasio Cuevas
- Flora Steinberg
- Marcelo Marcote ... Carlitos
- Stella Maris Lanzani ... Paciente
- Mónica Escudero
- Ivonne Fournery
- Augusto Larreta ... Director del hospital
- Estela Vidal
- Juan Vitali ... Visitador médico
- Tony Middleton
- Raúl Rizzo
- María Bufano
- Gustavo Bosi
- Jorge Mayorano
- Humberto Bruno
- Marta Betoldi
- Gustavo Adolfo Sampayo

## Comentarios
La Opinión escribió:

«debe verse como una obra sólida y sumamente entretenida.»

Crónica escribió:

«Homogénea calidad técnica y actoral.»

Manrupe y Portela escriben:

«Conflictos apenas por arriba del teletreatro, en este Ayala intrascendente ,pero elogiado en el momento del estreno en pleno proceso militar.»